# Jean de Neeff (1773-1833)

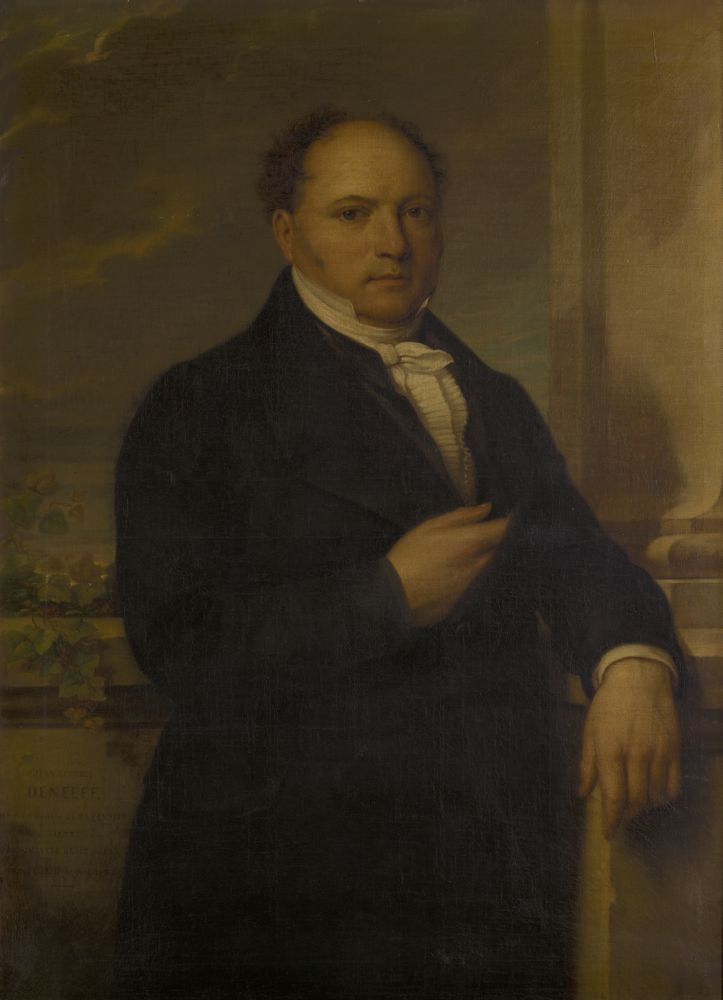
Jean de Neeff

Georges-Jean de Neeff (Leuven, 25 februari 1773 – aldaar, 6 april 1833), ook de Néeff geschreven, was lid van het Belgisch Nationaal Congres en burgemeester van Aarschot en Leuven.

## Levensloop
In 1789 werd de jonge De Neeff luitenant in het leger van de Patriotten. Hij vocht onder meer in Turnhout tegen de Oostenrijkers. Zijn tweede militaire kans zag hij in 1791 in het vrijkorps van de prinselijke losbol Armand-Louis de Béthune-Charost, waar hij als luitenant van de Belgische Jagers te paard fungeerde, om weldra ordonnansofficier te worden van de Franse generaal Charles-François Dumouriez. De ongenade die de generaal weldra trof strekte zich ook uit over zijn officieren. De Neeff was een van diegenen die in Parijs in de gevangenis terechtkwamen en pas na het einde van de Terreur op 9 thermidor II (27 juli 1794) vrijkwamen.
Bij de terugkeer naar de Zuidelijke Nederlanden werd De Neeff maire (burgemeester) van Aarschot, een ambt dat hij negentien jaar bekleedde.

## Belgische revolutie
In augustus 1830 begon het na de eerste revolutiedagen in Brussel ook in Leuven te gisten. Bij afwezigheid van de gemeentelijke overheid dreigde anarchie. Groepjes agitatoren zweepten de bevolking op tegen het garnizoen van het regeringsleger. Na schermutselingen waarbij enkele doden vielen, verliet het garnizoen de stad. Een Veiligheidscomité, met onder meer De Neeff, nam het bestuur van de stad over. Toen het leger aanstalten maakte om Leuven weer in te nemen en hierin door het teruggekeerde stadsbestuur werd ondersteund, trok een burgerwacht, geleid door De Neeff, tegen die troepen ten strijde en deed ze terugtrekken. Vanuit zijn functie van hoofd van de burgerwacht liet De Neeff ondertussen weten dat hij gewonnen was voor de scheiding tussen Noord en Zuid.
Het stadsbestuur, overwegend oranjegezind, besloot de veiligheid in de stad toe te vertrouwen aan het Veiligheidscomité, waar onder meer Pierre Van Meenen en burggraaf De Schrynmakers de Dormael deel van uitmaakten, onder het voorzitterschap van De Neeff. Dit comité maakte werk van een uitbreiding van de Burgerwacht en nam maatregelen om de stad tegen het regeringsleger te verdedigen. Meteen moest ook worden opgetreden tegen plunderaars en regeringsgezinden binnen de stad. Op 23 september 1830 deed het leger een poging om de stad te heroveren, maar werd teruggeslagen.
Ondertussen had het Voorlopig Bewind De Neeff benoemd tot oorlogscommissaris. Hij stond voortaan aan het hoofd van troepen die de regeringsgezinde militairen achterna zaten, onder meer in Lier en Aarschot en dit tot einde oktober, toen ze zich in de citadel van Antwerpen terugtrokken.
Op 22 oktober 1830, in zijn afwezigheid, werd De Neeff door de Leuvense notabelen tot burgemeester verkozen. Op 1 november nam hij het ambt op en spande zich in om de administratie in handen te nemen.
Begin november werd hij tot plaatsvervangend lid van het Nationaal Congres verkozen. Het is pas op 20 juni 1831 dat hij een demissionair lid opvolgde. Het meeste werk was toen verricht. Er bleef nog één belangrijke stemming over, die voor of tegen het Verdrag der XVIII artikelen. De Neeff behoorde tot de minderheid die tegen stemde. Hij hield trouwens vooraf een gloedvol betoog tegen de aanvaarding.
Tijdens de Tiendaagse Veldtocht trok hij weer ten strijde, aan het hoofd van Leuvense milities. Leuven werd gedurende 24 uur door het Nederlandse leger ingenomen, maar het aangevoerde Franse regiment van generaal Belliard maakte dat ze de stad weer ontruimden.
De Neeff bleef verder burgemeester van Leuven, tot aan zijn plotse dood in 1833. Hij was in 1815 getrouwd met de Leuvense Catharina Lints (1787-1834). Het echtpaar had alvast een (laatgeboren) zoon, Edmond de Néeff (1829-1902).